# Le Journal d'un vieil homme
Pour plus de détails, voir Fiche technique et Distribution.
Le Journal d'un vieil homme est un film québécois réalisé par Bernard Émond et sorti en 2015.
Le film s'inspire du récit Une banale histoire d’Anton Tchekhov publié en 1889.

## Synopsis
Un homme de science, médecin, sait qu'il est atteint d'une maladie incurable et qu'il va mourir. La seule personne qui le rattache à la vie est sa fille adoptive Katia.

## Fiche technique
- Titre original : Le Journal d'un vieil homme
- Titre anglais : The Diary of an Old Man
- Réalisation : Bernard Émond
- Scénario : Bernard Émond  d'après Une banale histoire d’Anton Tchekhov
- Musique : Robert Marcel Lepage
- Direction artistique : Caroline Alder
- Décors : Mary Lynn Deachman
- Costumes : Sophie Lefebvre
- Maquillage : Djina Caron
- Coiffure : André Duval
- Photographie : Jean-Pierre St-Louis
- Son : Marcel Chouinard, Martin Allard, Stéphane Bergeron
- Montage : Louise Coté
- Production : Bernadette Payeur
- Société de production : Association coopérative de productions audio-visuelles (ACPAV)
- Société de distribution : Les Films Séville
- Pays d'origine :  Canada
- Langue originale : français
- Format : couleur (Technicolor) — format d'image : 1,85:1
- Genre : drame psychologique
- Durée : 81 minutes
- Dates de sortie :
  - Allemagne : 7 février 2015 (première mondiale lors de la semaine de la critique à la Berlinale 2015)[2]
  - Canada : 17 août 2015 (première canadienne au Cinéma Excentris à Montréal)[3]
  - Canada : 21 août 2015 (sortie en salle au Québec)
  - Canada : 15 décembre 2015 (DVD)
  - France : 5 mai 2016 (Festival de cinéma québécois des Grands Lacs à Biscarrosse)

## Distribution
- Paul Savoie : Dr Nicolas Guimond
- Marie-Eve Pelletier : Katia ; Luce
- Marie-Thérèse Fortin : Barbara
- Ariane Legault : Anne
- Patrick Drolet : Michel Murray
- Daniel Parent : Nicolas jeune
- Madeleine Péloquin : Barbara jeune
- Juliette Bierre : Katia enfant
- Sophie Shields-Rivard : Katia adolescente

## Production
Le film a été tourné en partie sur le campus de l'Université de Montréal.

## Distinctions et récompenses
- Paul Savoie nommé pour le prix du meilleur acteur aux Prix Jutra
- Paul Savoie nommé au 18e gala du cinéma québécois
- Paul Savoie nommé au Prix Iris du meilleur acteur
- Paul Savoie prix du meilleur acteur au Whistler Film Festival[5].